# 새궁

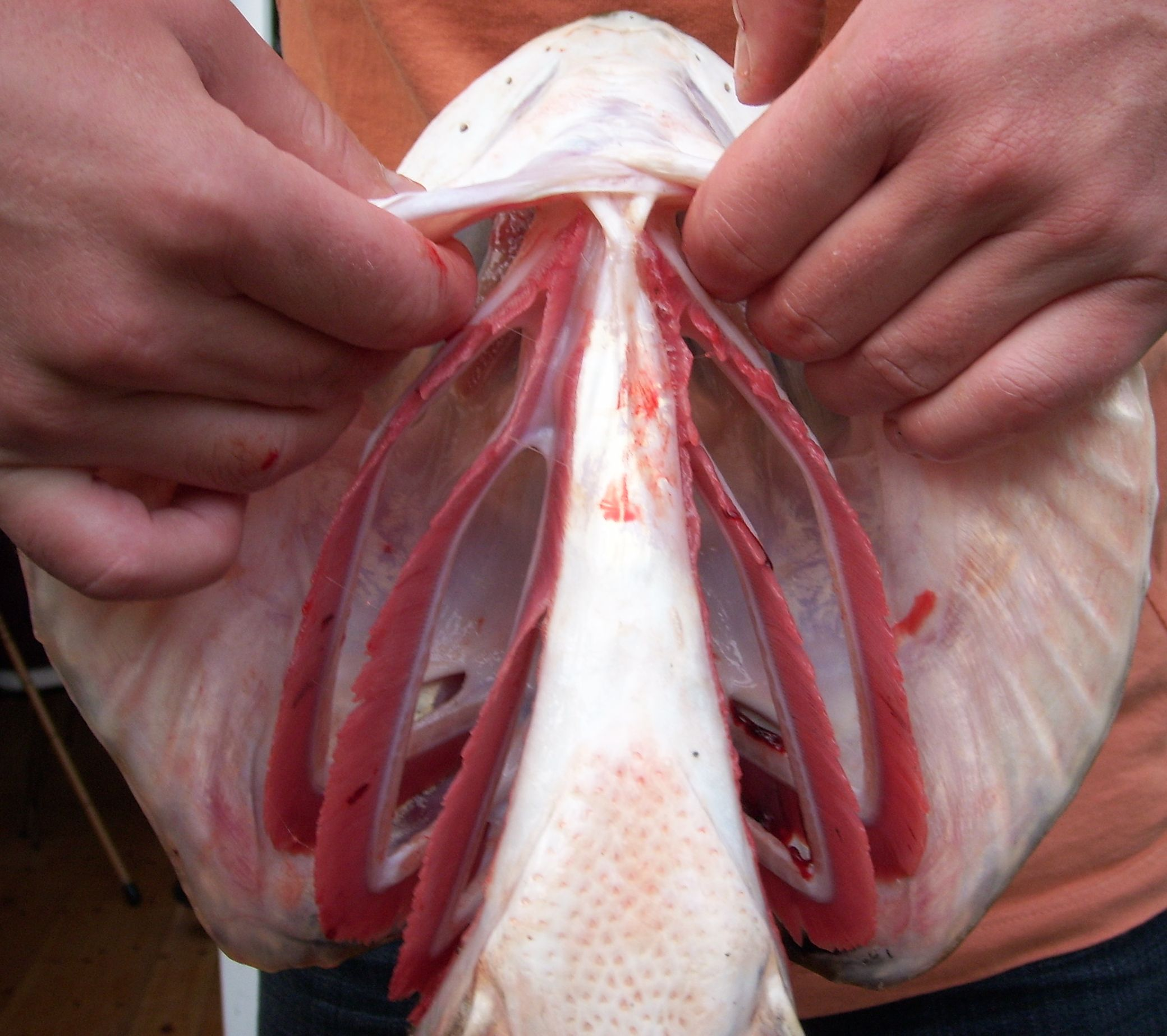
강꼬치고기의 아가미를 지탱하는 새궁

새궁(鰓弓) 또는 아가미굽이는 물고기의 인두강 뒤편에 위치하는 고리형 뼈 내지는 연골로, 인두굽이의 한 종류이며 아가미를 지탱하는 역할을 한다.